# Kyrylo Kovalec'
Kyrylo Serhijovyč Kovalec' (in ucraino Кирило Сергійович Ковалець?, traslitterazione anglosassone: Kyrylo Serhiyovych Kovalets; Kiev, 2 luglio 1993) è un calciatore ucraino, centrocampista dell'Oleksandrija.